# Klooster Krušedol

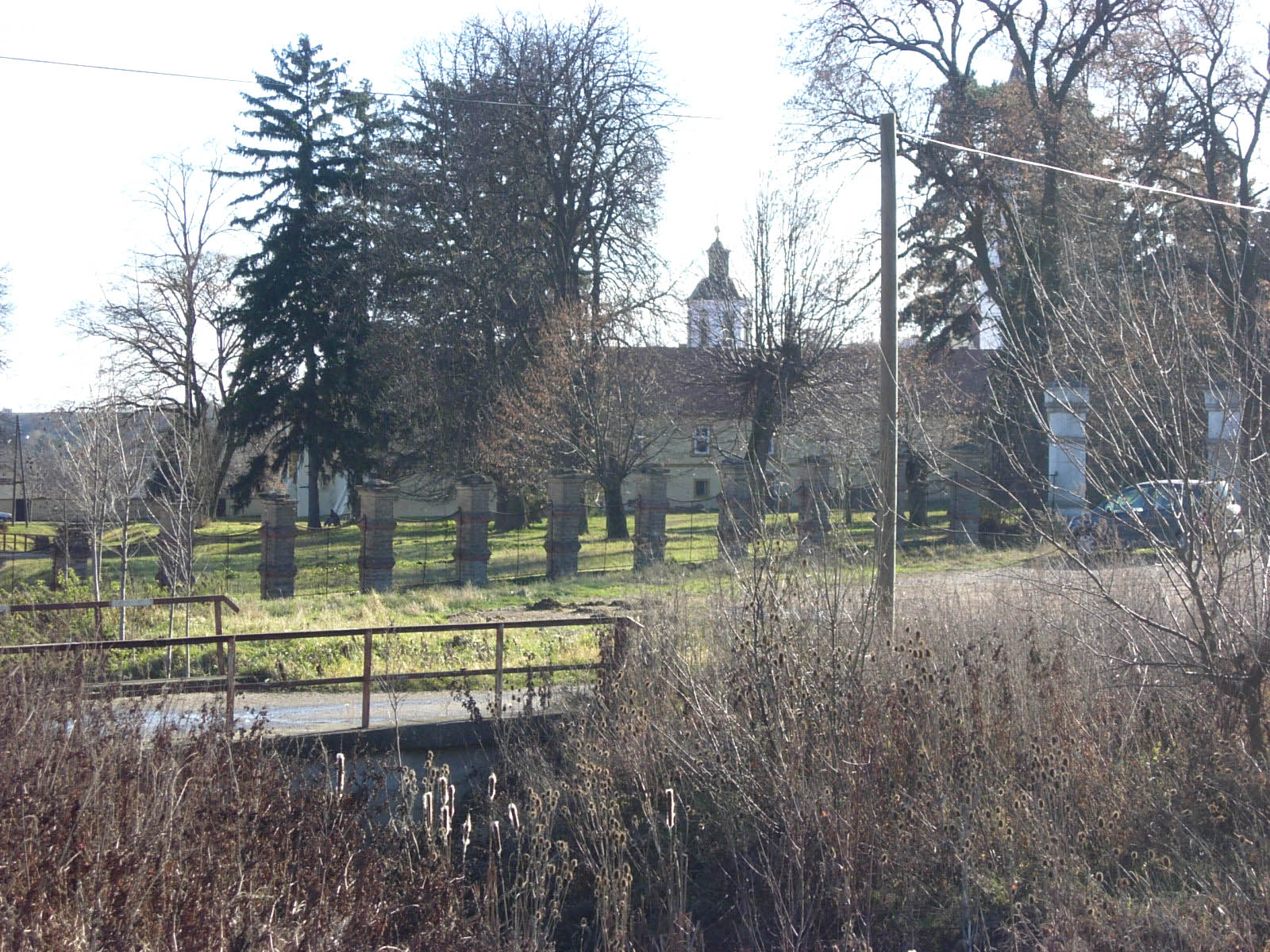
Klooster Krusedol

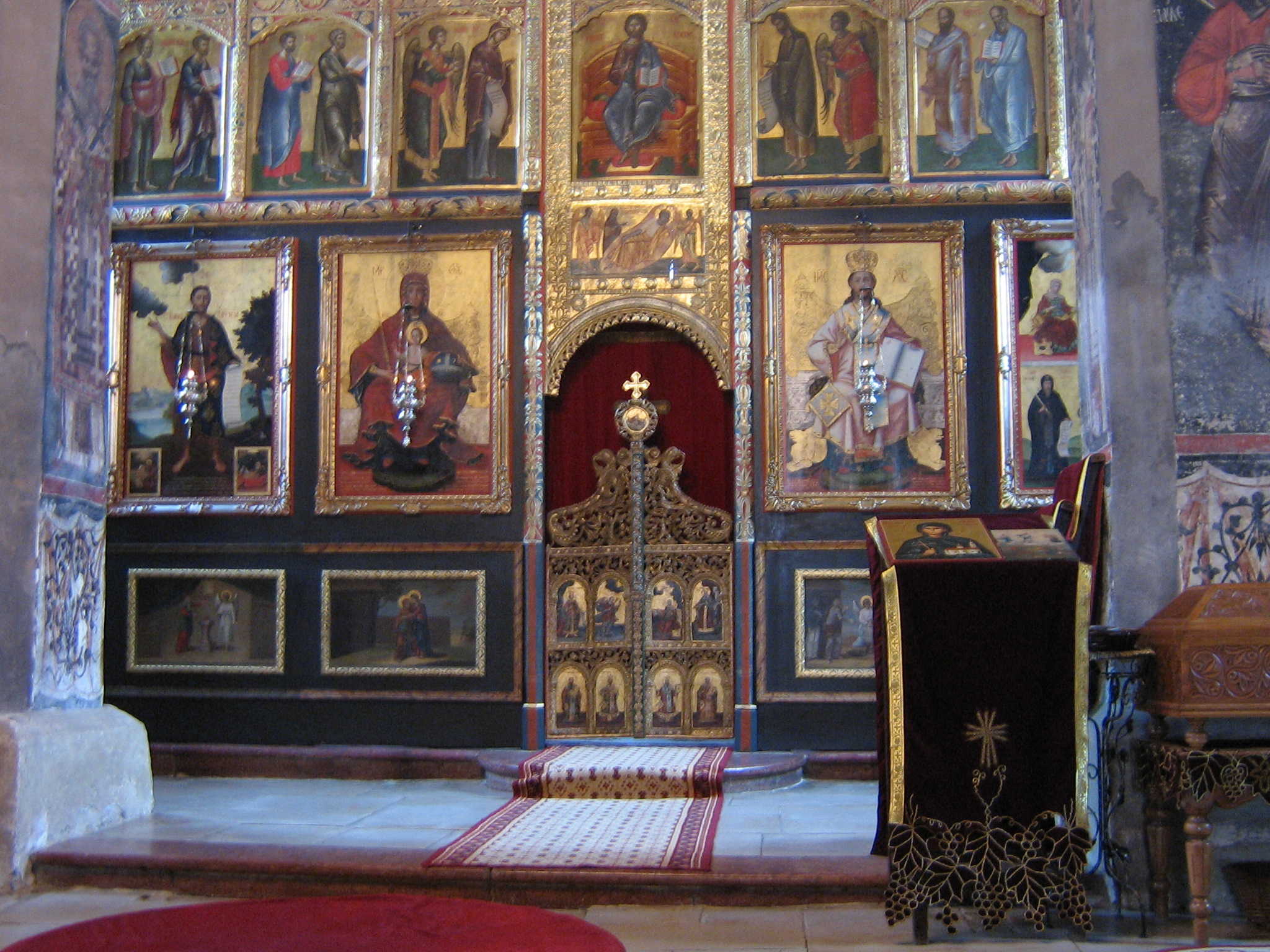
Klooster Krusedol

Het klooster Krušedol (Servisch: Манастир Крушедол, Manastir Krušedol) is een Servisch-orthodox klooster gelegen in de Fruška Gora in de Servische autonome provincie Vojvodina. Het klooster werd gesticht door de familie Branković. Het werd gebouwd tussen 1509 en 1514. De volledige familie Branković, en tevens twee patriarchen van de Servisch-orthodoxe Kerk zijn begraven in het klooster. Het is te zien op de munt van vijf dinar.